# Batalla de Belascoáin
La batalla de Belascoáin (o acción de Belascoáin) fue un choque militar entre tropas carlistas y tropas cristinas que tuvo lugar el 28 de enero de 1838 en la localidad navarra de Belascoáin, dentro del contexto de la primera guerra carlista sobre territorio navarro. Como resultado del duro enfrentamiento, que duró cuatro horas con graves pérdidas humanas, debido al largo período de desgaste entre ambos frentes sin lograr avance alguno en favor de ninguno de ellos, las tropas cristinas comandadas por Diego de León destruyeron los fuertes carlistas de Belascoáin y Ciriza, al tiempo que lograron el control del estratégico sobre el puente de Belascoáin sobre el río Arga que comunicaba la Cuenca de Pamplona con Valdizarbe y Tierra Estella.

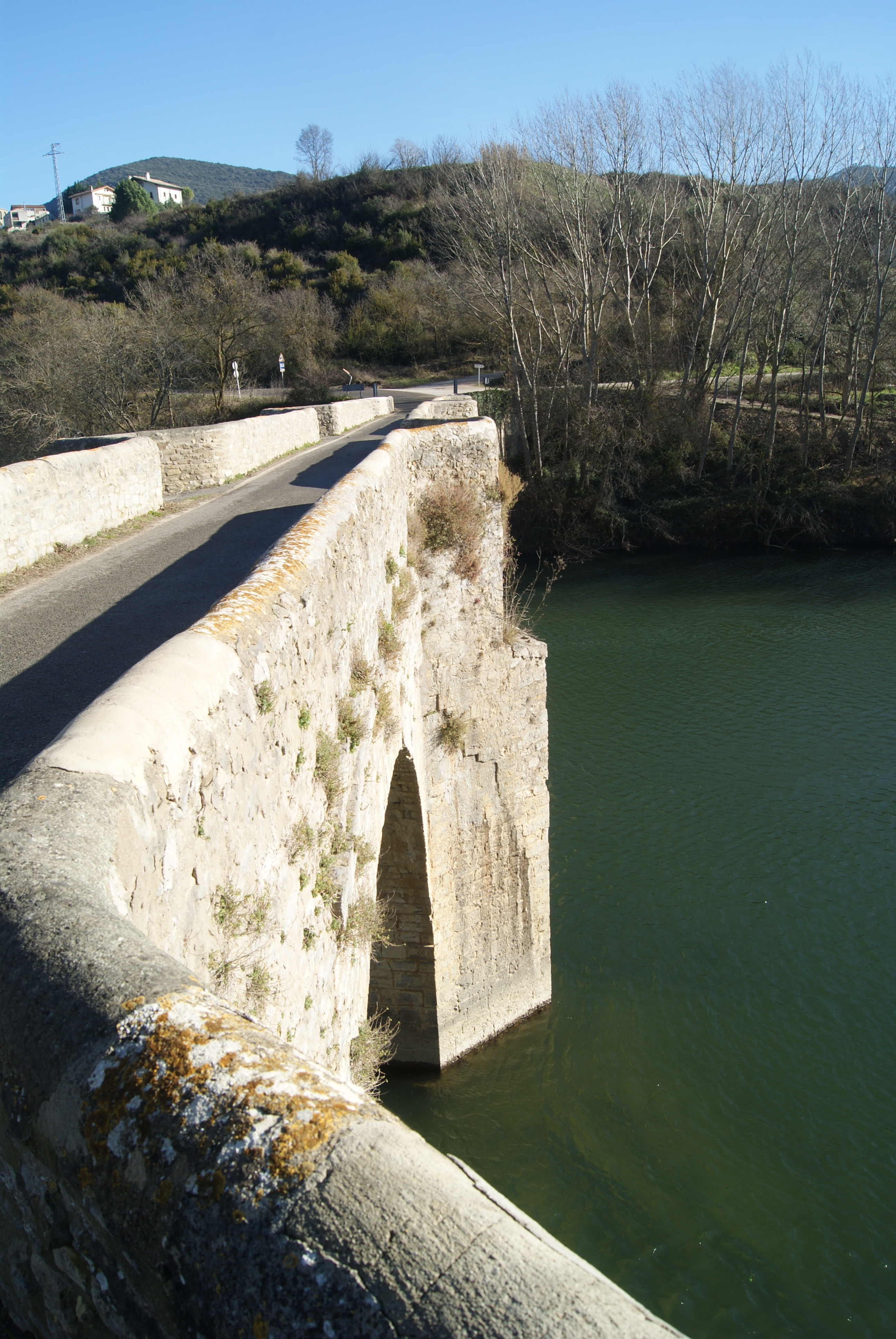
Puente de Belascoáin sobre el Arga (cara sur), construido en 1800.

## Contexto histórico
En los comunicados oficiales de la época, y en la historiografía coétanea, suena a exageración cuando se afirma que Pamplona estuvo aislada del resto de la provincia y las comunicaciones con la capital navarra fueron, en este escenario, un objetivo estratégico carlista «procurando impedir la llegada de convoyes a Pamplona, y apoderándose de algunos destacamentos». Para las tropas liberales fue «una de las más apremiantes necesidades el abastecimiento de la plaza de Pamplona, a lo cual oponían grande obstáculo los carlistas por ser dueños de Belascoáin.»
Diego León, encargado de la comandancia general de Navarra, compartió su idea con el virrey de Navarra —por entonces el general Isidro Alaix— que la consideró temeraria y desaprobó. Con todo, Diego León no se arredró y, como narra Antonio Pirala, «para distraer á los carlistas y darles lugar á que verificasen una incursión en el Carrascal, ejecutó un movimiento estratégico en dirección opuesta á la del enemigo, y los resultados fueron como los previo el jefe liberal. Situados los enemigos en Legarda, Oztegarda (?), Muzo (?), Baznon (?) y Obanos vieron pronto á los liberales, á quienes creyeron distantes, y trabaron con ellos una porfiada lucha que hizo á León dueño de Legarda y del monte del Perdón.»

## La batalla
El relato completo de la época lo narraba así:
«Las primeras operaciones del jefe liberal, no fueron infructuosas; pero siendo una de las más apremiantes necesidades el abastecimiento de la plaza de Pamplona, á lo cual oponían grande obstáculo los carlistas por ser dueños de Belascoáin, resolvió apoderarse de este punto tan importante y bien fortificado. Participó su idea al general Alaix virrey de Navarra, la consideró temeraria y la desaprobó. No por esto desistió León: tomó sobre sí la responsabilidad de tan atrevida empresa, y para distraer á los carlistas y darles lugar á que verificasen una incursión en el Carrascal, ejecutó un movimiento estratégico en dirección opuesta á la del enemigo, y los resultados fueron como los previo el jefe liberal. Situados los enemigos en Legarda, Oztegarda, Muzo, Baznon y Obanos vieron pronto á los liberales, á quienes creyeron distantes, y trabaron con ellos una porfiada lucha que hizo á León dueño de Legarda y del monte del Perdón. Notició á Alaix tan importante acontecimiento, y su propósito de atacar al día siguiente, 28 de enero, el puente de Belascoáin, para lo que le pedía la artillería gruesa que necesitaba. Aguijoneado por su impaciencia, corrió sin esperar la contestación el citado día hacia Belascoáin, defendido por numerosas fuerzas carlistas que ocupaban las casas aspilleradas y fuertes, los reductos y tres líneas atrincheradas para impedir el paso de un vado próximo.
No contó verdaderamente León el número de los enemigos, ni paró mientes en las posiciones que había de defender é toda costa: aconsejado por su temerario arrojo embistió á su contrario, y la valerosa resistencia de éste, avivaba más y más su empeño. Unos y otros combatientes conocían la importancia del sitio porque bregaban, y en cuatro horas de sostenido y horroroso fuego, ni los sitiados cedían ni los sitiadores se desalentaban por las pérdidas que mutuamente se causaban. No podía prolongarse aquella lucha: conoce León ser necesario un acto de arrojo, y manda cargar á la bayoneta sobre el pueblo; desprecian aquellos valientes las balas que les diezmaban y se apoderan de él aclamando á Isabel II. Aun se necesitaba otro esfuerzo para apoderarse del puente, que era el punto de importancia, más le faltaba la artillería de grueso calibre que esperaba le enviase Alaix, y en el momento de deber comenzar el ataque al puente para poder aprovechar el efecto moral que en unos y otros combatientes debió producir la ocupación del pueblo, se le presentó el mensajero que envió á Pamplona á anunciarle la negativa del virey. Encolerizóse León, y es fama que en uno de sus raptos exclamó en presencia de sus edecanes: ya hay complot de generales contra mi.
En la situación que se hallaba el jefe liberal, no podía retroceder sin mengua. Así lo comprendió, y decidido á vencer ó á conseguir una muerte gloriosa en el campo de batalla, espoleó á su brioso animal, y recorrió las filas anunciando á sus tropas que se iba á atacar el puente porque en él estaba el premio de la victoria.
No era posible apoderarse de él á viva fuerza; situado en el vértice de un ángulo entrante que forma el Arga, cuyo río se desliza al pie de elevadas montañas, parecía inespugnable, y le hacían tal por su frente las obras con que le hablan fortificado sus poseedores.
Era menester vadear el río y tomar por la espalda el reducto que defendía el puente. La operación era difícil, pero se ofreció á ella el coronel don Manuel de la Concha, y León se la confió contento, poniendo á sus órdenes los batallones de Castilla y 1." de Zaragoza, con la compañía de tiradores, escuadrón de Guías y 2.° de Húsares. Destináronse algunas fuerzas á proteger el paso del Arga, á cuyo fin dirigían dos piezas de artillería sus certeros disparos sobre las fuerzas que los carlistas reconcentraban para impedirlo; otras dos piezas batian el reducto, y alguna infantería amagaba con oportunidad pasar el puente, para distraer la atención del enemigo.
El fuego de fusilería y de cañón se había generalizado y era horroroso. El paso del Arga se efectuaba en tanto con increíble arrojo, llegando el agua á la cintura y pereciendo algunos. Gana Concha la opuesta margen con las compañías del 1.° de Castilla, y la caballería, y desaloja á los contrarios de sus primeros atrincheramientos.
León, amigo del mayor peligro, echa pie á tierra y se precipita en el río con su estado mayor, siguiéndole el primer batallón de Zaragoza, que al ver el heroísmo de su jefe le aclama con entusiasmo, y toda la división aclama también á aquellos valientes, anhelando todos el puesto de más compromiso.
Nada era ya capaz de detener aquellas tropas, que se cuidaron más del triunfo que de la vida: les alentaba la emulación y no veian el peligro. Así se posesionaron de los parapetos y fortificaciones esteriores; abandonaron los carlistas el reducto al ver lo inútil de su valiente resistencia, y los batallones de la Guardía y Zaragoza pasaron el puente. Sus defensores se declararon vencidos.
Las tropas liberales hablan conseguido un triunfo de gran valía, en premio del cual les esperaba el hambre. León envió á su jefe de estado mayor á Pamplona á pedir pólvora para destruir los fuertes conquistados, y raciones para alimentar á su desfallecida tropa. El virey envió la primera; pero no las segundas, porque no las tenía, dijo.
Nuevo conflicto para León, que no podía dar de comer á los que tan importante servicio acababan de prestar á la patria; á los que acababan de derramar su sangre en dos días de heroicos y repetidos combates; á los que habían conseguido un triunfo calificado por todos de temerario si no imposible, con los elementos de que pudieron disponer.
Y en premio de todo esto, ¡la miseria, el hambre! ¡Ni un rancho que dar á aquellos valientes!
A medía legua de Belascoáin, tenían los carlistas bien guarnecido el fuerte de Ciriza, y en él un depósito de víveres, que se propuso León sirviera para alimentar á sus tropas. La alternativa era terrible; ó desfallecer ó pelear de nuevo para conquistar el preciso alimento. Escalonó sus fuerzas, marchó con dos batallones, la artillería y caballería sobre aquel punto, que abandonaron sus guarnecedores al aproximarse los victoriosos liberales, y le ocuparon estos hallando en el raciones para cinco días.

A pesar de la modestia con que León redactó el parte de tan glorioso hecho de armas, le fue premiado con la gran cruz de San Fernando, que no estimó en tanto como la satisfacción que le ocasíohó aquella brillante jornada, á la que contribuyeron los milicianos nacionales de Puente la Reina.»
En la primavera de 1839, el puente volvió a caer en manos carlistas y el 1 de mayo, Diego de León lo volvió a recuperar.

## Consecuencias
Pamplona se comunicó ya con el resto de la provincia, que comprendió en breve lo que debía al intrépido León y á sus bizarras tropas.
La primera acción de Diego de León le supuso la concesión de la Gran Cruz laureada de San Fernando. Poco más tarde, en septiembre de 1838, fue nombrado virrey de Navarra. Por la segunda acción en Belascoáin, recibió el título de conde de Belascoáin (R.O. de 1 de junio de 1839).
No faltan opiniones en la actual historiografía que incluyen este encuentro entre las acciones decisivas que favorecieron el reinado de Isabel II junto a otras como las de Arlabán, Chiva, Gandesa, Grá, Lodosa, Luchana, Mendigorría, Morella, Peracamps o Tales.